# 泉州電業
泉州電業株式会社（せんしゅうでんぎょう）は、大阪府吹田市に本社を置く専門商社である。東証プライム上場。

## 概要
機器用電線、通信用電線、電力用ケーブル、汎用被覆線等の電線類等の販売を行っている。
本社が吹田市に所在しているものの、社名に泉州を冠するのは、創業者が岸和田市出身であり、創業時の本店登記を岸和田市にしていたことに由来する。
大輪会の会員企業である。

## 沿革
- 1947年（昭和22年）1月 - 西村電気商会を創業（大阪市北区堂山町15番地）。
- 1949年（昭和24年）11月 - 泉州電業株式会社を設立（本社：大阪府岸和田市並松町390番地、大阪営業所：大阪市北区梅ヶ枝町15番地）。
- 1961年（昭和36年）7月 - 本社を大阪市北区梅ヶ枝町に移転。
- 1962年（昭和37年）6月 - 本社を大阪市北区兎我野町へ新築移転。
- 1970年（昭和45年）6月 - 大阪府吹田市に大阪支店（現、大阪本店）を開設。
- 1989年（平成元年）4月 - 大阪府吹田市に本社事務センター（現、本社）を開設。
- 1991年（平成3年）6月 - 大阪証券取引所市場第二部（特別指定銘柄）に上場。
- 1996年（平成8年）1月 - 大阪証券取引所市場第二部に指定。
- 2002年（平成14年）11月 - 東京証券取引所市場第二部に上場。
- 2016年（平成28年）3月 - 本社を大阪府吹田市に移転。
- 2017年（平成29年）11月 - 東京証券取引所市場第一部に指定。
- 2020年（令和2年）8月 - いすゞ電業株式会社を吸収合併。

## 事業所
- 大阪本店
- 支店

札幌支店（北海道）、仙台支店（宮城県）、東京支店（東京都）、名古屋支店（愛知県）、広島支店（広島県）、高松支店（香川県）、福岡支店（福岡県）、北陸支店（石川県）
- 営業所

東京西営業所（東京都）、東京東営業所（千葉県）、埼玉営業所（埼玉県）、北関東特販営業所（栃木県）、豊橋営業所（愛知県）、高岡営業所（富山県）、大阪南営業所（大阪府）、京滋営業所（京都府）

## 関連会社
- 株式会社エステック（大阪府吹田市）
- 三光商事株式会社（大阪府吹田市）
- エヌビーエス株式会社（神奈川県伊勢原市）
- アシ電機株式会社（大阪府豊中市）
- 太洋通信工業株式会社（大阪市西区）
- SENSHU ELECTRIC INTERNATIONAL CO.,LTD.（タイバンコク）
- SENSHU ELECTRIC PHILIPPINES CORPORATION（フィリピンラグーナ）
- SENSHU ELECTRIC VIETNAM CO.,LTD.（ベトナムハノイ）
- SENSHU ELECTRIC AMERICA,INC.（米国ミシガン）
- 上海泉秀国際貿易有限公司（中国上海市）
- 台湾泉秀有限公司（台湾台北市）